# كاتي جونسون
كاتي جونسون (بالإسبانية: Katie Johnson)‏ (14 سبتمبر 1994 بمونروفيا في الولايات المتحدة - ) هي لاعبة كرة قدم مكسيكية في مركز الهجوم.

## وصلات خارجية
- كاتي جونسون على موقع Soccerway.com (الإنجليزية)